# Josef Hermann Achtelik
Josef Hermann Achtelik (Bauerwitz, actualment Baborów, Polònia, 7 d'abril de 1881 - Leipzig 1965) fou un compositor i director d'orquestra alemany.
Estudià a l'Escola superior conventual dels pares Oblats de Walkenburg (Països Baixos), i després cursà Filosofia i Teologia. Després d'ensenyar música durant sis anys a Colònia, passà a Wiltz (Luxemburg) com a director de la Societat Filharmònica, tornà a Colònia, on fou director d'orquestra al Teatre Municipal. Des de 1916 fins al 1919 va romandre al front. Compongué: Peterchens Mondfahrt, drama líric estrenat al Stadltheater, de Leipzig (1912); Türmelied, cant per a 8 veus, i diversos cors per a homes i per a nens. Com a crític musical se li deu l'obra, D. Naturklang a. Wurzel all. Harmonien (1922).